# Marxism
Marxismul, termen polisemantic, poate desemna noțiuni teoretice sau practici politice foarte diferite: puține corpuri de idei sunt mai ample și contradictorii decât cele puse sub eticheta „marxism”. Această situație se datorează, pe de-o parte, faptului că fondatorul marxismului, filozoful german de origine din evrei creștinați Karl Marx, a avut o vastă curiozitate în privința multor aspecte ale umanității, dublată de o vigoare pe măsura acestei curiozități. Pe de altă parte, marxismul a fost adoptat, adaptat și dezvoltat într-un variat evantai de idei și doctrine pe diverse meridiane și în diverse epoci.
Marxism poate de aceea desemna, uneori, corpul doctrinar dezvoltat de Karl Marx; alteori, termenul desemnează corpul doctrinar dezvoltat de Karl Marx împreună cu colaboratorul lui apropiat, Friedrich Engels, pe la jumătatea secolului al XIX-lea. Acest marxism (adică marxismul „definit a fi mai mult decât ideile lui Karl Marx”) consistă dintr-o antropologie filozofică, o  teorie a istoriei  și  un program economic și politic, fiecare dintre aceste trei categorii de interes marxian având identitatea și destinul ei din perspectiva istoriei. Marxismul poate desemna, de asemenea, o vastă gamă de idei care au avut ca punct de plecare teoriile lui Marx, în această categorie de marxism având doctrina partidelor socialiste (social-democrate) înainte de 1914, precum și doctrina partidelor comuniste occidentale de la înființarea lor până astăzi, dar și doctrina și, mai ales, practica partidului comunist rus (acesta putând fi denumit „marxism sovietic”, sau chiar marxism-leninism, deși Lenin e departe de a fi influențat singur fizionomia regimului bolșevic, așa cum s-a manifestat el timp de mai bine de 70 de ani în Rusia), pe modelul căruia după anii '40 au apărut, sub influența U.R.S.S., numeroase regimuri similare în jumătatea orientală a continentului european, dar și în alte diverse colțuri de lume, fiecare dezvoltând o varietate locală a marxismului bolșevic. Acest din urmă tip de marxism, care este o dezvoltare a ideilor lui Marx de către revoluționarii ruși în primele decenii ale secolului al XX-lea, sub influența experienței lor politice cu autocrația țaristă și a curentelor intelectuale revoluționare specific rusești apărute ca reacție la regim, are o importanță specială pentru estul Europei și România, zonă care a cunoscut în mod direct și îndelung regimurile comuniste organizate pe modelul bolșevic.

## Marxismul ca teorie economico-socială
Marxismul este o teorie economico-socială bazată pe lucrările lui Karl Marx, un filozof, economist, jurnalist și revoluționar german de origine evreiască (evrei apostaziați de la iudaism și botezați în creștinism—în realitate tatăl lui Marx era un iluminist nereligios și s-a creștinat pentru a scăpa de marginalizare socială), din secolul al XIX-lea, care a colaborat în elaborarea sus-numitei teorii cu Friedrich Engels.  Marx s-a inspirat din filozofia lui Georg Hegel, din economia politică a lui Adam Smith, din teoria economică Ricardiană și din socialismul francez din secolul al XIX-lea, pentru a dezvolta o cercetare critică a societății care se dorea atât științifică, cât și revoluționară. Această critică a atins cea mai sistematică expresie (deși neterminată) în lucrarea lui de căpătâi Das Kapital, Capitalul: O cercetare critică a economiei capitaliste.

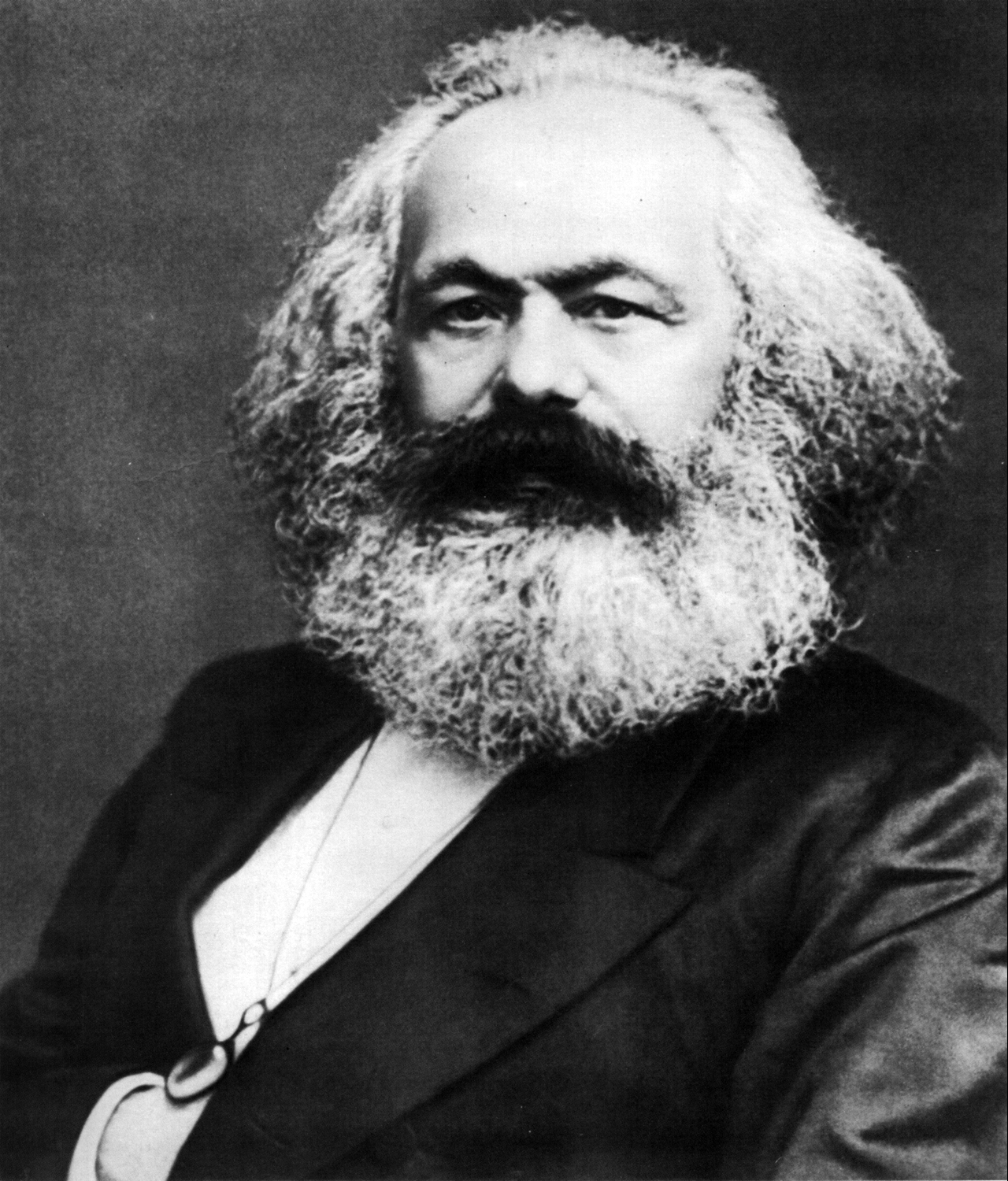
Marxismul este bazat pe lucrările filozofului Karl Marx.

De la moartea lui  Marx în 1883, diferite grupuri din toată lumea au apelat la marxism ca bază intelectuală pentru linia politică și tactica lor, care pot fi în mod spectaculos diferite și contradictorii. Una dintre primele mari sciziuni a apărut între apărătorii social-democrației (care afirmau că tranziția la socialism putea apărea într-o societate democratică) și comuniști  (care afirmau că tranziția la socialism poate fi făcută numai prin revoluție). Însă ambele posibilități sunt luate în considerare de către Marx în scrierile lui: Marx considera că trecerea la socialism se putea produce atât prin mijloace violente (confruntare violentă între proletariat și burghezie), cât și prin mijloace pașnice (compromis cu partidele burgheze și câștigarea puterii prin mijloace electorale), din acest punct de vedere, opinia social-democraților (revoluție atinsă prin compromis cu burghezia și câștigarea prin mijloace electorale a puterii) nefiind mai puțin marxistă decât aceea a comuniștilor (revoluție violentă și confruntare directă între proletari și burghezie).  
Social-democrația a apărut în interiorul Partidului Social Democrat German și a avut drept rezultat abandonarea rădăcinilor marxiste, în vreme ce comunismul a dus la formarea a numeroase partide comuniste.
Deși mai sunt încă multe mișcări sociale și partide politice revoluționare marxiste în toată lumea, de la prăbușirea Uniunii Sovietice și a statelor ei satelite, mai sunt relativ puține țări care au guverne care se descriu drept marxiste. Deși într-un număr de țări occidentale sunt la putere partide social-democrate, ele s-au distanțat cu multă vreme în urmă de legăturile lor cu Marx și cu ideile lui. În prezent, numai Laos, Vietnam, Cuba și Republica Populară Chineză au guverne care se descriu ca fiind marxiste. Coreea de Nord este descrisă în mod inexact drept marxistă, atâta vreme cât atât Kim Ir-sen , cât și Kim Jong Il au respins ideile marxiste convenționale în favoarea variantei „comunismului coreean”, juche. De asemenea, despre Libia se afirmă uneori că ar fi comunistă, dar Muammar Gaddafi a căutat să conducă țara către socialismul islamic. De asemenea, Venezuela merge pe calea marxismului încă din anii 2000, când au început naționalizările companiilor deținute de firme străine, până acum fiind naționalizate, succesiv, petrolul, băncile și anumite întreprinderi, fapte ale guvernelor Chavez și Morales, care arată determinarea de a merge pe linia marxistă de împroprietărire a poporului cu mijloacele de producție.
Unii dintre membrii școlilor de neamestec guvernamental și  „individualism” cred că principiile statelor moderne burgheze sau ale marilor guverne pot fi înțelese ca marxiste.  Manifestul Comunist al lui Marx și Engels include un număr de pași pe care societatea trebuie să îi facă pentru ca muncitorii să se elibereze de societatea capitalistă. Unele dintre aceste măsuri apar ca fiind introduse în forma Keynesianismului, a statului bunăstării, a noului liberalism și a altor schimbări ale sistemului din unele țări capitaliste. Există persoane care cred că unii dintre reformatorii din statele capitaliste sunt (sau au fost) „marxiști nedeclarați”, devreme ce ei sprijină politici care sunt similare cu pașii  pe care credeau Marx și Engels că trebuie să-i parcurgă o societate capitalistă dezvoltată. Alți indivizi văd, în conformitate cu teoria marxistă a materialismului istoric, reformele capitaliste ca vestitori ai viitorului comunist.
Pentru marxiști, aceste reforme reprezintă răspunsul la presiunea exercitată de partidele și sindicatele clasei muncitoare, ele însele răspunzând la abuzurile resimțite din partea sistemului  capitalist. Mai mult, aceste reforme reflectă eforturile de „salvare” sau de „îmbunătățire” a capitalismului (fără a-l aboli) pentru a face față prăbușirii pieței datorită ineficienței sistemului.

## Rădăcinile hegeliene ale marxismului
Hegel a propus o formă a idealismului în care dezvoltarea ideilor în contrariile lor este tema conducătoare a istoriei umane. Acest proces dialectic presupune, uneori, acumulări treptate, dar alteori cere salturi discontinui, schimbări violente ale status quo-ului existent. Figuri istorice precum Napoleon Bonaparte sunt, conform interpretărilor hegeliene, mai degrabă, simptome și unelte ale proceselor dialectice impersonale de bază decât modelatoare ale acestora. 
Marx și membrii grupului Tinerii Hegelieni din care făcea și el parte, au păstrat cea mai mare parte a modului de gândire al lui Hegel. Dar Marx „l-a adus pe Hegel cu picioarele pe pământ”, conform propriei viziuni, schimbând idealismul dialectic în materialism dialectic. Marx a  urmat curentul altui Tânăr Hegelian, Ludwig Feuerbach.  Ce îi deosebește pe cei doi este părerea lui Marx că umanismul lui Feuerbach este excesiv de abstract și de aceea nu mai puțin idealist decât sistemul pe care dorea să-l înlocuiască, cu alte cuvinte, noțiunea concretă de Dumnezeu găsită în creștinismul instituționalizat care legitimiza puterea represivă a statului prusac. În loc de aceasta, Marx dorea să dea prioritate ontologică la ceea ce el numea „procesul vieții adevărate” a ființelor umane adevărate, după cum el și Friedrich Engels au spus, în 1846, în lucrarea „Ideologia germană”: În direct contrast cu filozofia germană, care coboară din ceruri către pământ, noi urcăm de la pământ spre ceruri.

## Moștenirea marxismului
Pe teren politic, pe baza marxismului s-au dezvoltat mișcările muncitorești, unele cu caracter reformator de tipul social-democrației, altele cu caracter revoluționar sub forma partidelor comuniste, având la bază ideologia marxist-leninistă, elaborată de Lenin. Deși cu veleități științifice, din momentul în care a fost transpus în realitate sub forma societăților socialiste din Uniunea Sovietică și țările din răsăritul Europei (așa zisul „Socialism real”), marxismul s-a dovedit a fi el însuși o utopie falimentară, care a avut urmări catastrofale pentru economia statelor respective și în conștiința oamenilor. Cât timp însă, în scrierile lor, Marx și Engels au rămas atât de vagi în ce privește modul de funcționare al acelei societății viitoare fără clase, fără proprietate privată, fără schimb comercial și fără stat, rămâne problematică imputarea celor doi întemeietori ai marxismulului eșecul economiilor tipice socialismului real, de coloratură leninistă. Mai mult, dacă luăm în considerare ceea ce reprezenta pentru Marx baza unui program concret de trecere la comunism (programul Ligii Comuniștilor, scris ca și constituția democratică a mișcării de către Marx și Engels în 1844) - impozit progresiv, educație gratuită pentru toți copiii și abolirea moștenirilor -, o bună parte dintre societățile occidentale actuale sunt deja și încă de mult timp aproape „comuniste”.
Pe teren economic, critica marxistă a sistemului capitalist s-a dovedit a fi, din multe puncte de vedere, exactă, deși predicția marxistă de importanță majoră privitoare la o prăbușire a capitalismului, ca și utopica idee de societate fără piață, sunt, în opinia multor analiști contemporani, infirmate atât de realitate (în cazul prăbușirii capitalismului), cât și de considerente teoretice și practice (critica lui Schumpeter, arătând importanța crucială a pieței, fără de care, momentan, o economie nu poate funcționa optimal). În opinia altor economiști, însă, chiar și predicția marxistă a prăbușirii capitalismului este dificil de arătat a fi fost eronată, cât timp e fapt istoric cunoscut că la doar mai puțin de un secol de la articularea ei, în Europa, ca și într-o bună jumătate a globului, sistemul capitalist chiar s-a prăbușit, și asta în bună parte din motivele enunțate profetic de Marx.
Deși teoria marxistă a prețurilor a fost concepută de Karl Marx urmând conceptele eronate ale lui Smith și Ricardo, prevalente în epocă, ea rămâne și azi o viabilă analiză alternativă a teoriei liberale în estimarea prețurilor într-o piață dată, ea prezicând destul de precis aceste prețuri, în ciuda faptului că Marx a făcut o eroare în complicatele lui calcule, care departe de a fi însă crucială, poate fi corijată.
O contribuție marcantă a analizei marxiste este aceea a conceptului de muncă abstractă, un nou tip de marfă vândută și cumpărată pe piață în capitalism, ca urmare a unor factori istorici (împrejmuirea pământurilor în Anglia, de ex.), care au creat o clasă de oameni lipsiți de proprietate și care n-au altă alegere decât să-și vândă forța de muncă ca o marfă.
O altă predicție a analizei marxiste care a fost confirmată de realitate este aceea a concentrării și centralizării capitalului.
O altă afirmație din analiza marxistă care a fost confirmată de realitate este aceea a scăderii ratei profiturilor, deși aici trebuie adăugat că, în contrast cu ceea ce credea Marx, aceasta se confirmă doar în interiorul ciclului economic, și nu neapărat pe termen lung.
Tendința capitalismului de a suferi în mod ciclic de crize economice demonstrează că și acest rezultat al analizei marxiste s-a dovedit a fi dureros de exact până azi.
Caracterul expansionist al capitalismului este o altă trăsătură corect indicată de analiza marxistă, Marx și Engels fiind, probabil, primii autori care au schițat (anume în „Manifestul Partidului Comunist”) procesele de expansiune mondială și transformare a capitalismului, pe care azi le cunoaștem sub numele neutru de „globalizare”.
Observația marxistă conform căreia exploatarea în capitalism este o problemă sistemică și care astfel nu se explică prin tare morale individuale, n-a fost nici ea infirmată până azi, cum nici observația analizei marxiste, conform căreia nivelul relativ al veniturilor se datorează mai degrabă poziției pe care un individ o are în sistem decât altor factori, n-a fost infirmată de realitate.
De asemenea, faptul notabil că exact așa cum a prezis analiza marxistă, concurența va lăsa fără mijloace de producție o cantitate crescândă de întreprinzători, proletarizându-i, adică obligându-i să-și vândă forța de muncă altora, a fost confirmat și el de realitate: în primul sfert al secolului al XIX-lea 75% din americani lucrau pe cont propriu, în timp ce în 1986 doar aproximativ 10% din americani lucrează pe cont propriu.
Pe teren științific altul decât cel economic, ideile lui Marx au avut un impact major în sociologie și istorie, unde concepția dialectică (conform căreia orice sistem social conține forțe care produc contradicții (dezechilibre) ce pot fi rezolvate doar prin înlocuirea lui) reprezintă cea mai importantă contribuție a filozofului.
Influența lui Marx a fost imensă în toate științele sociale, intuițiile marxiste fiind și azi centrale în sociologia politică, abordarea materialist-istorică rămânând și ea influentă atât în istorie, cât și în filozofie.
Filozoful german Karl Marx propune 3 criterii determinante pentru definirea unei clase sociale:  
- 1. locul în cadrul raporturilor de producție (rol în producția, circulația și distribuirea bogățiilor);
- 2. participarea la antagonismele sociale (care se manifestă în lupta pentru puterea politică);
- 3. conștiința de clasă.
În Manifestul Partidului Comunist el recunoaște, în primul rând, rolul revoluționar al burgheziei care „a scufundat fiorii sacri ai extazului religios, entuziasmul cavaleresc al mentalității mic-burgheze în apele înghețate ale calculului egoist”.

## Despre problema românească
Despre români în manuscrisul B 63 al lui Karl Marx
Iată, ce scria Karl Marx, părintele comunismului, care plasase poporul român printre „popoarele revoluționare” și a fost vădit preocupat și entuziasmat de specificitatea evenimentelor care au avut loc în sud-estul Europei, în secolul al XIX-lea.
Rușii în Moldova și Țara Românească.
Limba română e un fel de italiană orientală. Băștinașii din Moldo – Valahia se numesc ei înșiși români; vecinii lor îi numesc vlahi sau valahi”.
Așa începe manuscrisul B 63 al lui Karl Marx cu referire la anul 1393. Deci, Marx scrie negru pe alb că cei din Moldo – Valahia (n.n. a se înțelege basarabenii de azi din R. Moldova și românii de peste Prut, din România) se numesc ei înșiși români.
Din manuscrisul B 63 nu lipsește nici evenimentul de la 1812. Iată ce însemna Karl Marx despre tratatul de la București din 1812: „Rusia a obținut pentru ea însăși cedarea a aproape ½ din Moldova, provincia Basarabia. Convenția de la Akkerman (în 1826) și tratatul de la Adrianopol n-a conferit Rusiei nici un drept de suveranitate. Art. 5 al tratatului de la Adrianopol: „Principatele Moldovei și Țării Românești, plasându-se prin capitulație sub suzeranitatea Înaltei Porți, și Rusia garantând prosperitatea lor, își vor păstra toate privilegiile și imunitățile…” După care, același Karl Marx nu uită să menționeze ceva mai jos că aceste provincii „s-au veștejit la umbra protecției ruse…”. După 1837, în manuscrisul lui Marx, intervine o nouă și interesantă notiță, care nu trebuie trecută cu vederea: „A fi suspectat de a nutri sentimente patriotice era egal cu a fi exclus din funcțiuni publice. Servilitatea față de interesele Rusiei era un titlul de promovare”.
Tot din însemnări date aflăm că, la 1848, Rusia ținea în Basarabia o armată de 30.000 de oameni, iar la 1 august a aceluiași an, când o puternică armată rusă a trecut Prutul, în marșul ei spre București, turcii au trimis o armată în frunte cu Suleiman Pașa, iar locuitorii Țării Românești, scrie Marx, n-au adresat Rusiei nici o cerere de protecție la intrarea trupelor turcești.
Despre români în manuscrisul B 91 al lui Karl Marx
„Țăranul român nutrește pentru «muscal» (moscovit) numai ură”.
Această frază apare la începutul manuscrisului B 91 al lui Karl Marx. Explicația? Iat-o în citatul care vine în continuare: „La 7 mai 1828, 150.000 ruși se revarsă în Moldo-Valahia. În protestele sale din 1826, împotriva ocupației turcești, Rusia se înduioșa față de nenorocirile țării; acum rușii se dedau la groaznice excese. Niciodată – spune Saint Marc Girardin însuși (în ale sale Souvenirs des voyages) – n-a avut loc o mai înspăimântătoare distrugere de vieți. Un jaf enorm, hoții de ale ofițerilor, barbaria soldatului rus etc. (…) Ocupația rusă avea să se prelungească (avea să dureze 10 ani), până ce turcii vor fi plătit 125 mil. despăgubiri de război. (Țarul Nicolae voia chiar să cumpere Principatele, prețuite la 36 mil.fr)”.
Este impresionant că aceste lucruri sunt afișate chiar de către cel care a scris și a publicat în 1848, împreună cu Friedrich Engels, Manifestul Partidului Comunist și ale cărui sfaturi au fost păstrate cu sfințenie de către comuniștii de mai târziu.